# (10551) Göteborg
(10551) Göteborg – planetoida z pasa głównego asteroid okrążająca Słońce w ciągu 5 lat i 65 dni w średniej odległości 2,99 j.a. Została odkryta 18 grudnia 1992 roku w obserwatorium w Caussols przez Erica Elsta. Nazwa planetoidy pochodzi od szwedzkiego miasta Göteborg. Przed jej nadaniem planetoida nosiła oznaczenie tymczasowe (10551) 1992 YL2.